# Шахта «Степова» (Львіввугілля)
ДВАТ "Шахта «Степова» — (до 2001 року — Шахта № 10 «Великомостівська») відокремлений підрозділ державного підприємства ВО ДКХ «Львіввугілля» у Львівсько-Волинському кам'яновугільному басейні. Розташована у селі Глухів, Сокальського району Львівської області.

## Історія
Стала до ладу у 1978 р. з проектною потужністю 2,4 млн т/рік. Фактичний видобуток вугілля 3540/1790 т/добу (1990/1999). У 2003 р. видобуто 179 тис. т вугілля. Виробнича потужність на 1.01.2010 — 1500 тис. тонн в рік. Максимальна глибина 540/540 м (1990/1999).
Наказом Міністра палива та енергетики України від 2 лютого 2001 року за № 50 шахта перейменована з № 10 «Великомостівська» на «Степова».

## Технічно-видобувні параметри
Шахтне поле розкрите чотирма вертикальними стволами. Протяжність підземних виробок 98,4/85,5 км (1990/1999). Розробляє пласт nн
7, n8в потужністю 1,1-1,5 м з кутами падіння 0-6о.
Шахта надкатегорійна за метаном, небезпечна за вибуховістю вугільного пилу. Кількість очисних вибоїв — 8/3, підготовчих 11/6 (1990/1999).

## Кадрові показники
Кількість працюючих: 2603/1836 чол., з них підземних 1707/1265 чол. (1990/1999).

## Керівництво
- В.о. директора — Клюка Микола Іванович
- В.о. головного інженера — Торопов Володимир Володимирович

## Надзвичайна ситуація
2 березня 2017 року на шахті пролунав вибух на глибині 550 м, загинуло 8 гірників..